# Expedición de castigo de Río Muni de 1918
La expedición de castigo de Río Muni de 1918 fue una operación punitiva llevada a cabo por la administración española de Bata, en la parte continental de la actual República de Guinea Ecuatorial, tras ser informada por Obama Nze, jefe de la aldea de Vidoma, sobre una presunta trama rebelde en torno a la aldea de Mawomo, ambas en la zona interior del territorio.

## Antecedentes

Mapa de Río Muni, la parte continental de la Guinea Española, año 1903.

En un informe publicado en 1950 por la revista El misionero (perteneciente a la congregación religiosa católica de los claretianos) en el volumen Memorias de un viejo colonial y misionero sobre la Guinea continental española, se afirma que, debido a una enemistad personal entre Obama Nze y el jefe de la aldea de Mawomo, llamado Be, el primero hizo llegar a oídos de las autoridades españolas, representadas por el destacamento de la Guardia Colonial española establecido en Bata, la falsa noticia de una supuesta sublevación encabezada por Be. Al parecer, uno de los motivos del resentimiento de Nze se encontraría en el papel dominante representado por la villa de Mawomo en la región, y en las particularmente hasta entonces buenas relaciones entre Be y la administración española. Por otra parte, el hecho de que se estuvieran realizando traslados forzosos de hombres de etnia fang hacia la isla de Fernando Poo para trabajar en las plantaciones insulares, así como la política de trabajos forzados aplicada, por ejemplo, por el teniente de la Guardia Colonial Julián Ayala, resultó en distintas actitudes de resistencia entre algunas poblaciones de la zona continental afectada, lo que explica que no hubiera por parte de las autoridades coloniales extrañeza ante la noticia de la teórica insurrección de Be.

## Desarrollo
La expedición, organizada a inicios de septiembre de 1918, pretendía acabar con los focos de resistencia creados ante los traslados forzosos llevados a cabo por entonces. El objetivo era la aldea de Mawomo, dentro del actual Parque nacional de Los Altos de Nsork, a la que se atribuía ser uno de los núcleos principales de irradiación del movimiento rebelde. La operación se desarrolló bajo el mando del teniente Vicente Pereira y los cabos Antonio Arroyo y José Quintas.
Pereira salió con una columna militar de Bata atravesando las localidades de Mokomo, Eyamayong, Okola y Bibogo, llegando a Ekumanguma el 8 de septiembre, mientras simultáneamente Arroyo desde Punta Mbonda (Bata) partió con otra columna siguiendo el curso del río Ekuku hacia Bibogo. Una tercera columna, dirigida por Quintas, se dirigió también hacia Bibogo, saliendo de Mbini, en la desembocadura del río Benito, y pasando por Mbilefalla, Meduma y Alum, llegando a su destino el 6 de septiembre, donde se integró con el contingente de Arroyo, que llegó al día siguiente, dirigiéndose a continuación ambos al encuentro de Pereira.
Tras unificarse las columnas el 8 de septiembre en Ekumanguma, la fuerza expedicionaria inició un ataque hasta el 12 de septiembre sobre Mawomo y algunos poblados inmediatos, Nfulunkó, Makoga, Bañung, Mbaramberg y Alum, en torno al río Birangon. La mayoría de la población no mostró resistencia, y si bien durante toda la expedición se produjeron aislados intercambios de disparos de menor importancia, fue en la incursión hacia Mawomo donde se produjeron los mayores enfrentamientos. Enterados de la inminente llegada de la expedición atacante, gente de Mawomo se aprestó a la defensa. El disparo de un soldado de la milicia colonial de origen senegalés acabó con la vida de Be, tras lo que se rindieron los grupos hostiles y cesó el enfrentamiento.